# Томас Вермален
Томас Вермален (на нидерландски: Thomas Vermaelen) е бивш белгийски футболист, защитник. Той беше част от състава на националния отбор по футбол Белгия, който завърши трети на Световното първенство в Русия през 2018.

## Кариера
Започва кариерата си в Жерминал Екерен, впоследвие слял се с Беерсхот, за да се основе Жерминал Беерсхот, в който прекарва една година. После преминава в младежките отбори на Аякс, за които изиграва първия си професионален мач. С Аякс има спечелени две Купи на Нидерландия (KNVB Cup), както и две Суперкупи (Johan Cruijff Shield).
На 19 юни 2009 г. преминава в Арсенал за 10 млн. евро. След това през 2014 преминава в Барселона за 18 млн. евро

## Успехи
Барселона
- Примера дивисион (1): 2014/15
- Купа на краля (1): 2014/15
- Шампионска лига (1): 2014/15